# Amatoxine
Les amatoxines sont un sous-groupe d'au moins une dizaine de composés toxiques présents chez plusieurs espèces de champignons, notamment l'amanite phalloïde. Cependant, toutes les amanites ne possèdent pas cette toxine, et d'autres genres de champignons en contiennent. Elles constituent une cause rare mais importante d'insuffisance hépatique aiguë fulminante. 95 % des décès dus à l'ingestion de champignons dans le monde sont dus à des champignons contenant des amatoxines.

## Espèces concernées
Se retrouvent ici, les espèces connues pour contenir des amotoxines. Sont concernés les genres Amanita, Conocybe, Galerina et Lepiota. Cependant, les espèces d'Amanita sont celles qui provoquent davantage d'intoxications mortelles ; Amanita phalloides étant responsable de la plupart des décès, suivi d'Amanita virosa et d'Amanita verna. Les ingestions mortelles de Lepiota les plus fréquemment rapportées sont dues à Lepiota brunneoincarnata, et celles de Galerina sont dues à Galerina marginata, :
- Genre Amanita :
  - Amanita phalloides
  - Amanita virosa
  - Amanita verna
  - Amanita ocreata
  - Amanita bisporigera
  - Amanita suballiacea
- Genre Lepiota :
  - Lepiota helveola
  - Lepiota chlorophyllum
  - Lepiota brunneolilacea
  - Lepiota fulvella
  - Lepiota subincarnata
  - Lepiota brunneoincarnata
- Genre Galerina :
  - Galerina marginata
  - Galerina sulcipes
- Genre Conocybe :
  - Conocybe filaris

## Structure
Ces composés ont une structure semblable, constituée de huit résidus d'acides aminés arrangés selon un motif macrobicyclique et une structure générale pentacyclique, en comptant les cycles de la proline et du dérivé du tryptophane. Ils ont été isolés la première fois en 1941 par Heinrich O. Wieland et Rudolf Hallermayer de l'Université de Munich. Toutes les amatoxines sont des oligopeptides synthétisés comme pro-protéines de 35 acides aminés dont huit acides aminés sont finalement clivés par une propyle oligopeptidase.
On connaît à ce jour dix amatoxines dont la structure de neuf d'entre elles est connue :
| Nom                 | Structure | R1 | R2  | R3  | R4 | R5                                      | Séquence                                |
| ------------------- | --------- | -- | --- | --- | -- | --------------------------------------- | --------------------------------------- |
| α-amanitine         |           | OH | OH  | NH2 | OH | OH                                      | Dihyile–Hytrp–Gly–Ile–Gly–Cys–Asn–Hypro |
| β-amanitine         | OH        | OH | OH  | OH  | OH | Dihyile–Hytrp–Gly–Ile–Gly–Cys–Asp–Hypro |                                         |
| γ-amanitine         | OH        | H  | NH2 | OH  | OH | Hyile–Hytrp–Gly–Ile–Gly–Cys–Asn–Hypro   |                                         |
| ε-amanitine         | OH        | H  | OH  | OH  | OH | Hyile–Hytrp–Gly–Ile–Gly–Cys–Asp–Hypro   |                                         |
| Amanulline          | H         | H  | NH2 | OH  | OH | Ile–Hytrp–Gly–Ile–Gly–Cys–Asn–Hypro     |                                         |
| Acide amanullinique | H         | H  | OH  | OH  | OH | Asp–Hytrp–Ile–Ile–Gly–Cys–Asn–Hypro     |                                         |
| Amaninamide         | OH        | OH | NH2 | H   | OH | Dihyile–Trp–Gly–Ile–Gly–Cys–Asn–Hypro   |                                         |
| Amanine             | OH        | OH | OH  | H   | OH | Dihyile–Trp–Gly–Ile–Gly–Cys–Asp–Hypro   |                                         |
| Proamanulline       | H         | H  | NH2 | OH  | H  | Dihyile–Pro–Ile–Ile–Gly–Cys–Asn–Hypro   |                                         |

La δ-amanitine existe mais sa structure chimique n'a pas encore été déterminée.

## Mécanisme
Les amatoxines agissent principalement sur l’ARN polymérase II qu'elles inhibent, empêchant la synthèse d’ARN messager dans les cellules. L'inhibition de synthèse des ARNm bloque celle de l'ensemble des protéines et, par conséquent, du métabolisme cellulaire. Ceci entraîne rapidement l'arrêt des fonctions de base des cellules et des fonctions de l'organe qu'elles composent. Parmi ces organes, le foie, qui est un des premiers organes rencontrés après absorption de la toxine par le système digestif, est rapidement un tissu cible de l'amanitine, ce d'autant plus qu'il est au centre des processus de détoxification des organismes. D’autres organes, comme les reins, sont également touchés.

## Symptômes cliniques
Le foie est le principal organe affecté car il est le premier à entrer en contact avec les amatoxines après absorption par  l'appareil digestif, même si d'autres organes, en particulier les reins, peuvent être touchés. L'ARN polymérase de l'amanite phalloïde est insensible aux effets des amatoxines, le champignon ne peut donc pas s'auto-empoisonner.
La dose létale minimale est estimée à 0,1 mg/kg, soit 7 mg de toxine chez l'adulte. Leur absorption intestinale rapide couplée avec leur thermostabilité conduit au développement d'effets toxiques dans un laps de temps relativement court. Les effets les plus graves sont une hépatite toxique avec nécrose centrolobulaire et stéatose hépatique, ainsi qu'une néphropathie tubulointerstitielle aiguë, qui, ensemble, induisent un sévère syndrome hépatorénal.

## Traitement
Un traitement implique une forte dose de pénicilline ainsi que des soins supplémentaires en cas d'atteinte hépatique et rénale. La silibinine, un produit présent dans le chardon-Marie, est un antidote potentiel à un empoisonnement aux amatoxines, mais de plus amples données doivent être collectées à ce sujet. Une attention particulière doit être apportée au maintien de la stabilité hémodynamique, mais si un syndrome hépatorénal s'est développé, le pronostic vital est (au mieux) réservé.

## Détection
La présence d'amatoxines dans des échantillons de champignons peut être détectée par le test de Wieland-Meixner (sauf en présence de psilocine où le résultat sera un faux-positif). Les amatoxines peuvent être quantifiées dans le plasma et l'urine par des techniques de chromatographie pour confirmer un diagnostic d'empoisonnement chez les patients hospitalisés, ou sur des tissus post-mortem dans le cadre d'investigations médico-légales.